# Filmfare Awards (1959)
6-я церемония награждения Filmfare Awards прошла 10 мая 1959 года в городе Бомбей. На ней были отмечены лучшие киноработы на хинди, вышедшие в прокат до конца 1958 года. Фильм «Мадхумати» завоевал наибольшее число наград (9), будучи представленным в 12 номинациях, в том числе за лучший фильм и лучшую режиссуру. За ним следует «Садхана» Б. Р. Чопры с шестью номинациями и двумя победами.
Дев Ананд завоевал награду как лучший актёр за роль в фильме «Чёрные воды». Виджаянтимала выиграла награду как лучшая актриса за роль в фильме «Садхана», в том же году она также была номинирована за фильм «Мадхумати».
С этого года были введены номинации «Лучшие слова к песне», «Лучший закадровый вокал» (пока без разделения по полу) и «Лучший диалог».

## Список лауреатов и номинантов

### Основные премии
| Категории                         | Фото лауреатов                                  | Лауреаты и номинанты                                      | Фильмы                                                    | Роли                                                      |
| --------------------------------- | ----------------------------------------------- | --------------------------------------------------------- | --------------------------------------------------------- | --------------------------------------------------------- |
| Лучший фильм                      |                                                 | «Мадхумати» (реж. Бимал Рой, прод. Bimal Roy Productions) | «Мадхумати» (реж. Бимал Рой, прод. Bimal Roy Productions) | «Мадхумати» (реж. Бимал Рой, прод. Bimal Roy Productions) |
| Лучший фильм                      | «Садхана» (реж. Б. Р. Чопра, прод. B. R. Films) |                                                           |                                                           |                                                           |
| Лучший фильм                      | «Развод» (реж. Махеш Каул, прод. Anupam Chitra) |                                                           |                                                           |                                                           |
| Лучшая режиссёрская работа        |                                                 | • Б. Р. Чопра                                             | «Садхана»                                                 | «Садхана»                                                 |
| Лучшая режиссёрская работа        | • Бимал Рой                                     | «Мадхумати»                                               | «Мадхумати»                                               |                                                           |
| Лучшая режиссёрская работа        | • Махеш Каул                                    | «Развод»                                                  | «Развод»                                                  |                                                           |
| Лучшая мужская роль               |                                                 | • Дев Ананд                                               | «Чёрные воды»                                             | Каран Мехра                                               |
| Лучшая мужская роль               | • Дилип Кумар                                   | «Мадхумати»                                               | Девендра, Ананд                                           |                                                           |
| Лучшая мужская роль               | • Радж Капур                                    | «И снова будет утро»                                      | Рам Бабу                                                  |                                                           |
| Лучшая женская роль               |                                                 | • Мина Кумари                                             | «Sahara»                                                  | Лила                                                      |
| Лучшая женская роль               | • Виджаянтимала                                 | «Садхана»                                                 | Чампабаи / Раджани                                        |                                                           |
| Лучшая женская роль               | • Виджаянтимала                                 | «Мадхумати»                                               | Мадхумати, Мадхави, Радха                                 |                                                           |
| Лучшая мужская роль второго плана |                                                 | • Джонни Уокер                                            | «Мадхумати»                                               | Чарандас                                                  |
| Лучшая мужская роль второго плана | • Рехман                                        | «И снова будет утро»                                      | Рехман                                                    |                                                           |
| Лучшая мужская роль второго плана | • Сохраб Моди                                   | «Еврейка»                                                 | Эзра                                                      |                                                           |
| Лучшая женская роль второго плана | [[Файл:\|75px]]                                 | • Лалита Павар                                            | «Parvarish» (англ.)                                       | Рукмини Сингх                                             |
| Лучшая женская роль второго плана | [[Файл:\|75px]]                                 | • Лила Читнис                                             | «Садхана»                                                 | Мать Мохана                                               |
| Лучшая женская роль второго плана | [[Файл:\|75px]]                                 | • Налини Джайвант                                         | «Черные воды»                                             | Кишори                                                    |

### Музыкальные премии
| Категории               | Фото лауреатов     | Лауреаты и номинанты | Фильмы                   | Песни                 |          |
| ----------------------- | ------------------ | -------------------- | ------------------------ | --------------------- | -------- |
| Лучшая музыка к песне   |                    | • О. П. Найяр        | «Phagun»                 | «Phagun»              | «Phagun» |
| Лучшая музыка к песне   | • Салил Чоудхури   | «Мадхумати»          | «Мадхумати»              | «Мадхумати»           |          |
| Лучшая музыка к песне   | • Шанкар-Джайкишан | «Еврейка»            | «Еврейка»                | «Еврейка»             |          |
| Лучшие слова к песне    |                    | • Сахир Лудхианви    | «Садхана»                | «Aurat Ne Janam Diya» |          |
| Лучшие слова к песне    | • Шайлендра        | «Еврейка»            | «Meri Jaan, Meri Jaan»   |                       |          |
| Лучшие слова к песне    | • Шайлендра        | «Еврейка»            | «Yeh Mera Diwanapan Hai» |                       |          |
| Лучший закадровый вокал |                    | • Лата Мангешкар     | «Мадхумати»              | «Aaja Re Pardesi»     |          |

### Технические премии
| Категории                            | Лауреаты и номинанты   | Фильмы      |
| ------------------------------------ | ---------------------- | ----------- |
| Лучший сюжет                         | • Мухрам Шарма         | «Садхана»   |
| Лучший сюжет                         | • Мухрам Шарма         | «Развод»    |
| Лучший сюжет                         | • Ритвик Гхатак        | «Мадхумати» |
| Лучший диалог                        | • Раджиндер Сингх Беди | «Мадхумати» |
| Лучший монтаж                        | • Ришикеш Мукерджи     | «Мадхумати» |
| Лучшую операторскую работу           | • Дилип Гупта          | «Мадхумати» |
| Лучшая работа художника-постановщика | • Судхенду Рой         | «Мадхумати» |
| Лучший звук                          | • Ишан Гхош            | «Chandan»   |

## Многократные лауреаты и номинанты
Следующие фильмы получили несколько наград в нескольких номинаций:
| Фильм       | Наград | Номинаций |
| ----------- | ------ | --------- |
| Мадхумати   | 9      | 12        |
| Садхана     | 2      | 6         |
| Чёрные воды | 2      | 2         |
| Еврейка     | 1      | 5         |
| Развод      | 0      | 3         |

## Ссылка
- 6-я церемония вручения Filmfare Awards на сайте Internet Movie Database